# Alfred Merle Norman
Pour les articles homonymes, voir Norman.
Alfred Merle Norman est un zoologiste britannique, né le 29 août 1831 à Exeter et mort le 26 octobre 1918  à Berkhamsted.
Il est le fils de John Norman[réf. nécessaire]. Il fait ses études à la Christ Church d’Oxford. Il obtient un Master of Arts, un Doctorat of Laws et un Doctorat of Civil Laws. Il est recteur à Houghton-le-Spring. Récompensé par l’Institut de France, il est membre de la Royal Society (élu le 5 juin 1890) et de la Société linnéenne de Londres dont il reçoit la médaille d’or en 1906.
Norman fait principalement paraître des travaux en zoologie marine et constitue une collection d’animaux de l’Atlantique nord et de l’océan Arctique.

## Source
- Allen G. Debus (dir.) (1968). World Who’s Who in Science. A Biographical Dictionary of Notable Scientists from Antiquity to the Present. Marquis-Who’s Who (Chicago) : xvi + 1855 p.

## Orientation bibliographique
- R.A. Baker (1991). The Durham connection in the history of arachnology in Britain (1850-1950), Archives of Natural History, 18 : 221-230.  (ISSN 0260-9541)